# Lerín
Lerín és un municipi de Navarra, a la comarca de Ribera del Alto Ebro, dins la merindad d'Estella. Limita al nord amb Allo, Oteitza i Larraga, al sud amb Cárcar i Andosilla, a l'est amb Miranda de Arga i Falces i a l'oest amb Sesma.

## Demografia
| Evolució demogràfica                             | Evolució demogràfica | Evolució demogràfica | Evolució demogràfica | Evolució demogràfica | Evolució demogràfica | Evolució demogràfica | Evolució demogràfica | Evolució demogràfica | Evolució demogràfica | Evolució demogràfica |
| 1996                                             | 1998                 | 1999                 | 2000                 | 2001                 | 2002                 | 2003                 | 2004                 | 2005                 | 2006                 | 2007                 |
| ------------------------------------------------ | -------------------- | -------------------- | -------------------- | -------------------- | -------------------- | -------------------- | -------------------- | -------------------- | -------------------- | -------------------- |
| 1 932                                            | 1 923                | 1 918                | 1 916                | 1 879                | 1 902                | 1 867                | 1 833                | 1 851                | 1 848                | 1 822                |
| Fonts: Lerín i Institut d'Estadística de Navarra |                      |                      |                      |                      |                      |                      |                      |                      |                      |                      |

## Personatges cèlebres
- Luis de Beaumont, Comte de Lerin.
- Amado Alonso.

## Agermanaments
- Pompinhac